# Suci (Mundu)
Suci is een bestuurslaag in het regentschap Cirebon van de provincie West-Java, Indonesië. Suci telt 3252 inwoners (volkstelling 2010).